# Pheidochloa
Pheidochloa is een geslacht uit de grassenfamilie (Poaceae). De soorten van dit geslacht komen voor in Azië en Australazië.

## Soorten
Van het geslacht zijn de volgende soorten bekend: 
- Pheidochloa gracilis
- Pheidochloa vulpioides